# Peugeot Oxia
Peugeot Oxia Concept foi um prototipo de um cupê de gran turismo criado pelo fabricante francês Peugeot em 1988 e  desenhado no centro de pesquisa La Garenne. Foi apresentado no Salão do Automóvel de Paris de 1988. Foram produzidos somente 2 carros capaz de alcançar 350 km/h. É o carro mais potente já fabricado pela Peugeot.

## Conceito
O carro tinha um motor V6 PRV (Peugeot-Renault-Volvo) com 24 válvulas de 2.85 litros, com o auxilio de 2 turbocompressores capazes de entregar 680cv, equipado com um câmbio manual de 6 marchas e tração nas 4 rodas que faziam ir a 350 km/h nas mãos do piloto Jean-Philippe Vittecocq, da Michelin, porém o declarado pela Peugeot é de 300 km/h. Era dotado de uma carroceria feita de kevlar e fibra de carbono com um chassi feito de alumínio extrudido com um spoiler ajustável na traseira que se ajusta à velocidade, com seu interior moderno equipado com telefone, computador de bordo, 18 células fotovoltaicas no fundo do para-brisas para o ar condicionado continuar funcionando quando o carro estiver parado, bancos ajustáveis eletricamente e rádio com entrada para CD. 
- Seus pneus eram Michelin 235/45 ZR17 na frente e 285/40 ZR17 na traseira.
- Usava jantes de magnésio.
- Era equipado com embreagem hidráulica com discos duplos, equipado com 2 autoblocantes controlados eletronicamente.
- Cada cilindro tinha 2 injetores eletromagnéticos.
- Sua suspensão se dava por triângulos sobrepostos com molas do tipo helicoidais.
- Seu motor era montado em posição central.
- O nome Oxia proveio de uma região de Marte chamada de Oxia Palus.

## Citações

### Criador do modelo
“a própria essência do sonhador que está escondida no fundo do coração do homem moderno”

### Peugeot
"todos gostariam de possuir, mas ninguém pode"